# Philippiella
Philippiella je monotipski rod klinčićevki (Caryophyllaceae) iz središnjeg Čilea i južne Argentine; dio je tribusa Paronychieae. 
Jedina vrsta je P. patagonica.